# Кендійогі (округ, Міннесота)
Шаблон:StateAbbr_ 45°09′ пн. ш. 95°01′ зх. д. / 45.15° пн. ш. 95.01° зх. д.
Округ Кендійогі (англ. Kandiyohi County) — округ (графство) у штаті Міннесота, США. Ідентифікатор округу 27067.

## Історія
Округ утворений 1858 року.

## Демографія
За даними перепису
2000 року
загальне населення округу становило 41203 осіб, зокрема міського населення було 22213, а сільського — 18990.
Серед мешканців округу чоловіків було 20391, а жінок — 20812. В окрузі було 15936 домогосподарств, 10972 родин, які мешкали в 18415 будинках.
Середній розмір родини становив 3,05.
Віковий розподіл населення поданий у таблиці:
| Стать    | До 15 років | 15-21 | 22-29 | 30-39 | 40-49 | 50-65 | 65-85 | Понад 85 |
| -------- | ----------- | ----- | ----- | ----- | ----- | ----- | ----- | -------- |
| Чоловіки | 4541        | 2438  | 1882  | 2646  | 3218  | 3028  | 2336  | 302      |
| Жінки    | 4287        | 2277  | 1750  | 2632  | 3251  | 3100  | 2887  | 628      |

## Суміжні округи
- Стернс — північ
- Мікер — схід
- Ренвілл — південь
- Чиппева — південний захід
- Свіфт — захід
- Поуп — північний захід

## Виноски
1. ↑  US Decennial Census. US Census Bureau. Архів оригіналу за 26 квітня 2015. Процитовано 18 жовтня 2014.
2. ↑  Historical Census Browser. University of Virginia Library. Архів оригіналу за 11 серпня 2012. Процитовано 18 жовтня 2014.
3. ↑  Population of Counties by Decennial Census: 1900 to 1990. US Census Bureau. Архів оригіналу за 4 серпня 2014. Процитовано 18 жовтня 2014.
4. ↑  Census 2000 PHC-T-4. Ranking Tables for Counties: 1990 and 2000 (PDF). US Census Bureau. Архів оригіналу (PDF) за 18 грудня 2014. Процитовано 18 жовтня 2014.
5. ↑  State & County QuickFacts. Бюро перепису населення США. Архів оригіналу за 7 червня 2011. Процитовано 1 вересня 2013.(англ.) Наведено за англійською вікіпедією.
6. ↑  American FactFinder. Бюро перепису населення США. Архів оригіналу за 29 липня 2011. Процитовано 31 січня 2008.

| США | Це незавершена стаття з географії США. Ви можете допомогти проєкту, виправивши або дописавши її. |